# Stare bene
Stare bene è un singolo del cantautore pop italiano Povia, il secondo singolo dopo Chi comanda il mondo dall'album Nuovo Contrordine Mondiale, l'album autoprodotto dal cantautore.
Il singolo è stato girato nell'estate del 2016 a Rimini dal regista Carlo Grotti Trevisan.
La trama mostra il cantautore sul terrazzo di un grattacielo, quindi in un porto e in altre location. Nel frattempo in una discoteca (il Lady Godiva, storico locale) ci sono dei ragazzi felici che ballano.
Ad un certo punto Povia si ritrova su uno scoglio, dove viene svegliato da una ragazza, interpretata dall'attrice Rita Rusciano: la scena è una citazione dal risveglio del principe Erik grazie ad Ariel ne La sirenetta. Alla fine del video il cantante compare all'interno della discoteca nello stupore dei ragazzi, quindi la canzone termine con loro che si sorridono. Quindi Povia raccoglie il cappello della ragazza sugli scogli e la abbraccia.

## Tracce
1. Stare bene – 3:35